# Mai Hồng Quế
Mai Hồng Quế (10 tháng 10 năm 1920 – 25 tháng 6 năm 2002) là một sĩ quan Quân đội nhân dân Việt Nam mang quân hàm Thượng úy trực thuộc Đơn vị 159 Biệt động Quân khu Sài Gòn – Chợ Lớn – Gia Định. Với vỏ bọc là một nhà thầu khoán trang trí nội thất trong Dinh Độc Lập, ông đã thiết lập nên mạng lưới các mối quan hệ với giới chức chính quyền Việt Nam Cộng hòa để rồi từ đó bí mật đào hầm, vận chuyển và cất giấu vũ khí chuẩn bị cho sự kiện tổng tiến công Mậu Thân 1968. Đến năm 2015, Hồng Quế cùng với Trung tướng Tám Lê Thanh đã được Nhà nước Việt Nam trao tặng danh hiệu Anh hùng lực lượng vũ trang nhân dân. Cuộc đời ông tái hiện qua bộ phim tài liệu lịch sử "Ông thầu khoán biệt động" dài 4 tập trình chiếu trên các kênh của Đài Truyền hình Thành phố Hồ Chí Minh.

## Thân thế và hoạt động ban đầu
Mai Hồng Quế tên thật là Trần Văn Lai, bí danh Năm USOM / Năm Lai, sinh ngày 10 tháng 10 năm 1920 tại xã Vũ Đông, huyện Kiến Xương, tỉnh Thái Bình. Năm 16 tuổi, ông theo đoàn mộ phu vào Nam Kỳ cạo mủ cao su cho đồn điền Pháp ở Dầu Tiếng, Thủ Dầu Một (nay là tỉnh Bình Dương).
Năm 22 tuổi, Hồng Quế bắt đầu hoạt động bí mật cho phong trào Việt Minh chống lại thực dân Pháp. Sau sự kiện Cách mạng Tháng Tám, ông tham gia vào đội tự vệ bảo vệ chính quyền quân giải phóng. Thời điểm quân Pháp nổ súng tái chiếm Nam Bộ, Hồng Quế chiến đấu trong các đội quyết tử, thực hiện công tác vận động tài chính cho chính quyền Việt Minh đồng thời âm thầm phá hoại cơ sở hậu cần của đối phương trong các khu vực bị kiểm soát. Ông gia nhập vào Đảng Cộng sản Đông Dương năm 1948, và một năm sau thì Hồng Quế được phiên chế thuộc Tiểu đoàn Quyết tử 950 của Đặc khu vùng Sài Gòn – Chợ Lớn.

## Vỏ bọc danh tính
Sau Hiệp định Genève 1954, ông được lệnh bí mật ở lại Sài Gòn tiếp tục hoạt động. Để giả dạng công dân hợp pháp, tổ chức đã sắp xếp cuộc hôn nhân của ông với bà Phạm Thị Chinh – bí danh Phạm Thị Phan Chính, mất vào cuối năm 1964 và được Nhà nước Việt Nam công nhận là liệt sĩ. Từ gia thế gia đình vợ, ông đã vươn lên trở thành nhà thầu khoán, có vai vế trong giới tư sản Sài Gòn và từ đó cái tên Mai Hồng Quế đã ra đời.
Ông là một trong những nhà thầu chuyên trang trí nội thất cho Phủ Đầu Rồng, rồi từng bước len lỏi vào các tổ chức như cơ quan viện trợ USOM và tòa đại sứ Hoa Kỳ... Cũng trong giai đoạn này, ông được giao nhiệm vụ xây dựng hầm bí mật để cất giấu vũ khí tại nội thành, kiến tạo khu vực trú ẩn nhằm bảo vệ quân dân theo cách mạng hoạt động tại khu vực. Hồng Quế đã có những chuyến hàng đóng vai hợp pháp từ việc hành nghề trang trí để vận chuyển những tài liệu giá trị như bản đồ các mục tiêu bảo vệ trong Phủ Đầu Rồng, sơ đồ hệ thống cống ngầm, truyền tải nhu yếu phẩm cùng tiền vàng ra căn cứ quân sự của quân kháng chiến... Ông sử dụng danh tính nhà tư sản nhằm mục đích nắm bắt tình hình các mục tiêu vào ban ngày và đêm đến thì đào hầm trong nhiều ngôi nhà do bản thân đứng tên ngay tại nội đô Sài Gòn.
Sau Tết Mậu Thân, thân thế cộng sản nằm vùng của Hồng Quế bị phát hiện nên ông phải bỏ trốn, toàn bộ nhà cửa của gia đình thì bị tịch thu. Chính quyền Sài Gòn ngay lập tức phát lệnh truy nã, treo thưởng một triệu đồng tiền miền Nam cho những ai bắt giữ hoặc có thông tin về ông. Xuyên suốt chuyến hành trình lẩn trốn, có lúc Hồng Quế phải đội lốt người bị bệnh tâm thần. Giai đoạn từ năm 1970 đến 1974, ông đã hai lần bị bắt và tra tấn. Sau khi được phóng thích, hành tung của Hồng Quế vẫn bị chính quyền theo dõi.

## Sau năm 1975
Sau khi Hoa Kỳ rút quân khỏi Việt Nam, ông bắt đầu đảm nhận qua nhiều chức vụ như công tác tại đơn vị tiền phương B.12 thuộc Bộ Tư lệnh Thành đội Sài Gòn – Gia Định với nhiệm vụ truy quét quân lính phía đối phương còn sót lại sau chiến trận, tiếp quản các nhà của sỹ quan chế độ Sài Gòn; trưởng ban quản lý thương xá Tam Đa (sau là trung tâm thương mại quốc tế Sài Gòn); công tác tại phòng tổng kết chiến tranh – Bộ Tư lệnh Thành phố Hồ Chí Minh... Năm 1981, ông nghỉ hưu và đến tháng 6 năm 2002 thì từ trần.
Thời điểm bà Phạm Thị Chinh qua đời vì đòn roi tra tấn của Quân lực Việt Nam Cộng hòa, sau đó ông đã có tổng cộng 6 đứa con với người vợ tiếp theo là bà Đặng Thị Thiệp. Để bảo vệ danh tính hoạt động ngầm và sự an toàn của gia đình, Hồng Quế yêu cầu các con phải gọi ông bằng bác, và mãi đến năm 1979 thì hai vợ chồng mới làm giấy tờ đăng ký kết hôn, trong khi đó giấy khai sinh của toàn bộ 6 người con ra đời tại các mốc thời gian khác nhau do Ủy ban nhân dân Quận 1 cấp thì lại chỉ ghi đúng duy nhất một ngày 7/5/1979. Kể từ thập niên 90, người con trai của Hồng Quế là ông Trần Vũ Bình đã bắt đầu chuyến hành trình phục dựng khu căn cứ, đi tìm lại những di vật của cha và đồng đội. Hai trong số hàng loạt căn nhà mà Hồng Quế xây dựng nên hệ thống ngầm phục vụ thời kỳ kháng chiến đã được nhà nước Việt Nam công nhận là di tích lịch sử cấp quốc gia và cấp thành phố. Sau hai năm gầy dựng với những kỷ vật sưu tầm tìm được của người cha quá cố, ông Bình đã cho khánh thành quán cà phê biệt động Sài Gòn đầu tiên tại địa chỉ số 113A Đặng Dung, phường Tân Định, Quận 1, Thành phố Hồ Chí Minh vào năm 2018. Nơi đây trước kia vốn được Mai Hồng Quế mua về tu sửa lại rồi xây dựng thêm tầng hầm nổi, cất giấu thư từ mật, vàng bạc cũng như thuốc tây để dùng dần trong lực lượng đặc công quân Giải phóng miền Nam. Năm năm sau, bảo tàng đầu tiên xuất hiện ở Việt Nam về lực lượng Biệt động Sài Gòn thuộc sở hữu của gia đình ông Hồng Quế chính thức đi vào hoạt động tại địa chỉ 145 Trần Quang Khải, phường Tân Định. Khu vực này vốn trực thuộc nghiệp đoàn Ngọc Quế trong thời kỳ Chiến tranh Việt Nam – một cơ sở bí mật của quân đặc công hoạt động ngầm dưới lớp vỏ bọc là xí nghiệp sản xuất xích lô và gia công đồ nội thất cho Dinh Độc Lập.